# Kodiakbjörn
Kodiakbjörn (Ursus arctos middendorffi) är en underart till brunbjörnen som förekommer på ön Kodiak Island och mindre öar i samma område utanför sydcentrala Alaskas kust.

## Kännetecken
Kodiakbjörnen är den största underarten av brunbjörn. Honornas genomsnittsvikt är c.a 202 kg och hanarnas c.a 312 kg även om vikter på 680 kilogram påträffats. Individerna når i extremfall en kroppslängd på upp till 3,0 meter och en mankhöjd upp till 1,5 meter. De har liksom andra brunbjörnar en robust kropp, långa och kraftiga extremiteter och ett stort huvud. Svansen är däremot bara en liten stump. Honor är vanligen 20 % kortare och 30 % lättare än hannar. Vuxna individer är lättast när de lämnar idet under våren, de kan öka sin vikt under sensommaren och hösten med 20-30%. Den största kodiakbjörnen man känner till var en björn som dog 1955 i Cheyenne Mountain Zoo i Colorado Springs, USA. Den vägde 757 kg.

## Levnadssätt
I stort sett har kodiakbjörnen ett beteende som liknar andra brunbjörnars. Varje individ lever ensam, men reviret är betydligt mindre än hos brunbjörnar som lever på det amerikanska fastlandet. De är allätare och livnär sig på bland annat gräs, bär och rötter samt kött och as. Under den kalla årstiden går de i ide. Ett viktigt byte är fisk. När laxfiskarna vandrar upp- eller nedåt i floderna vistas ofta flera kodiakbjörnar i samma område för att fånga sina byten.
Även fortplantningen liknar andra brunbjörnars. Parningen sker vanligen i juni eller juli men det befruktade ägget vilar en tid och den egentliga dräktigheten börjar först i november. Honan föder en till två ungar under vintervilan (januari eller februari). Ungarna stannar två till fyra år hos modern.

## Systematik
I Nordamerika skiljer man på två underarter av brunbjörnen: grizzlybjörnen och kodiakbjörnen. I storlek och utseende är de nästan lika varandra.

## Kodiakbjörnen och människan
På grund av jakt har artens population minskat betydligt och därför inrättades 1914 ett skyddsområde på Kodiak Island. Idag är jakten begränsad till 160 individer per år. Hela beståndet uppskattas till c.a 3 000 individer. På senare tid har kodiakbjörnar varit mål för fotosafarier som ökar regionens turism.
En känd kodiakbjörn är Bart the Bear som medverkade i flera hollywoodfilmer under 1980- och 90-talen; bland annat i Varghunden, Höstlegender, Björnen och På gränsen.